# Townshend Acts

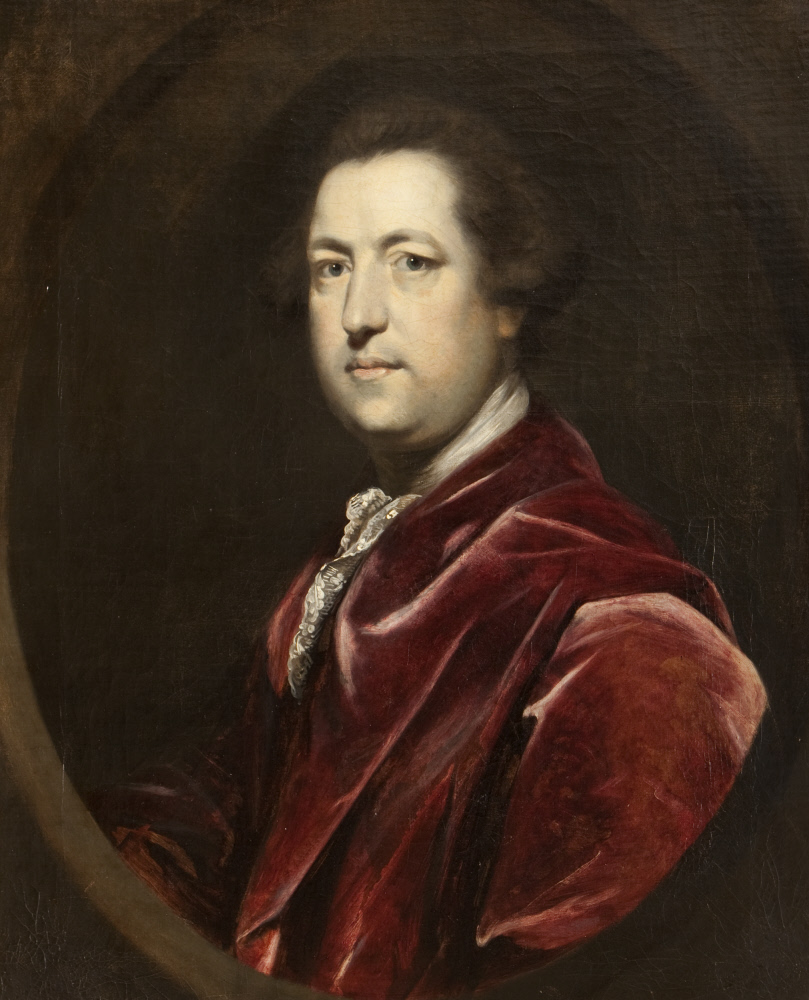
Charles Townshend

Die Townshend Acts (Townshendgesetze) waren vom Britischen Parlament am 29. Juni 1767 beschlossene Gesetze, mit denen Zölle für die Einfuhr verschiedener Güter aus Großbritannien in dessen amerikanische Kolonien erhoben wurden. Sie sind benannt nach dem Finanzminister Charles Townshend, der sie eingebracht hatte. Bei den in den Gesetzen aufgeführten Waren handelte es sich um Artikel des täglichen Gebrauchs, zum Beispiel Tee, Glas, Blei, Farben, Lack, Papier und Leder. 
Diese Entscheidung steht im Zusammenhang mit dem so genannten Stamp Act, dem Stempelsteuergesetz, das zwei Jahre zuvor verabschiedet wurde und mit dem die Kolonien verpflichtet werden sollten, für alle Schriftstücke eine Stempelgebühr zu zahlen. Da es daraufhin in den Dreizehn Kolonien zu heftigem Widerstand der Kolonisten kam, musste der Stamp Act 1766 zurückgenommen werden. Mit den Townshend Acts gedachte man nun, die Autorität des Mutterlandes über die Kolonien wiederherzustellen. Zu diesem Zweck wurden eigens drei Sondergerichte, die Admiralty Courts, geschaffen, die für die Durchsetzung der Zölle sorgen sollten.
Dennoch regte sich unter den Kolonisten gegen diese, von ihnen als erneute Provokation empfundene, Entscheidung Unmut. Die so genannten Söhne der Freiheit schlossen sich unter der Parole „no taxation without representation“ („keine Besteuerung ohne politisches Mitspracherecht“) zusammen, die von James Otis Jr. geprägt wurde. Die Gegner der Zölle riefen zum Boykott britischer Waren auf und die Zölle wurden zunehmend durch Schmuggel-Handel unterlaufen. Zentrum der Boykottbewegung war die Stadt Boston, wo Samuel Adams an der Spitze der antibritischen Agitation stand. Angesichts dieser heftigen Reaktionen wurden auch im britischen Mutterland Stimmen gegen die Townshend Acts laut, vor allem aus Kreisen der Wirtschaft, wo man die amerikanischen Boykottreaktionen am deutlichsten spürte.
Diese Proteste zwangen die britische Regierung, die Townshend Acts zurückzuziehen. Um allerdings zu verdeutlichen, dass man im Prinzip am Besteuerungsrecht festhalte, blieb der in die Dreizehn Kolonien importierte Tee von der Rücknahme der Besteuerung ausgeschlossen. Die vom Bankrott bedrohte Britische Ostindien-Kompanie hatte zu Beginn der 1770er Jahre einen Überschuss an unverkauftem Tee und der Tea Act von 1773 erlaubte es der Ostindien-Kompanie ihren Tee direkt an die Kolonien zu liefern, der somit nicht von Zöllen in England betroffen war. Die Amerikaner hatten darin einen Eindämmungsversuch des Schmuggels von holländischem Tee und eine Korrumpierung zur Anerkennung der Teesteuer und des Besteuerungsrechts des englischen Parlaments gesehen. Dies war Auslöser für die Boston Tea Party und damit letztlich auch für den Amerikanischen Unabhängigkeitskrieg.
Die Einnahmen aus Townshend betrugen im ersten Jahr circa £295, die Implementierungskosten werden auf £170.000 geschätzt.